# Luiz Feier Motta
Luiz Feier Motta (Caxias do Sul, 12 de agosto de 1960) é um ator, dublador e locutor brasileiro. É conhecido por emprestar sua voz à Sylvester Stallone na maioria de seus filmes, Christopher Reeve em dublagens e redublagens de seus filmes, Wolverine de X-Men: Evolution e Deadpool & Wolverine, Aquaman em Liga da Justiça, Cavalo de Fogo em Cavalo de Fogo, Toguro Ototo em Yu Yu Hakusho, Sr, Incrível em Os Incríveis (2ª dublagem), Brian Van Holt em A Casa de Cera e o Narrador de As Meninas Super Poderosas, ganhando com este último trabalho, em 2004, o prêmio de Melhor Narrador ou Locutor, no Oscar da Dublagem, dividindo-o com Jonas Mello. É o narrador oficial do Canal Futura.

## Biografia
Luiz Feier Motta nasceu em Caxias do Sul e mudou-se para o Rio de Janeiro em 1981. Entrou no teatro em 1976, aos 16 anos, e em 1981 no rádio. No mesmo ano, foi chamado por colegas do teatro para trabalhar com dublagem na Herbert Richers. Dublou o ator Sylvester Stallone pela primeira vez em 1992. Entre 1981 e 1991, trabalhou na Herbert Richers. Posteriormente, prestou serviços para a Cinevideo, VTI Rio, Delart, Wan Macher e Cinevideo, mas continuou com trabalhos eventuais na Herbert Richers. Desde o início dos anos 2000, é o locutor oficial dos traileres de cinema, substituindo Jorgeh Ramos, falecido em 2014. Em 2008 voltou a morar em Caxias do Sul, onde trabalha diretamente de seu estúdio, que montou em sua casa, o que lhe permite ficar próximo da família e de sua terra, mas sem se afastar de sua profissão.

## Lista de trabalhos

### Animações
- Cavalo de Fogo em Cavalo de Fogo
- Wolverine em X-Men: Evolution e X-Men '97
- Aquaman em Liga da Justiça
- Toguro Ototo em Yu Yu Hakusho
- Sr. Incrível em Os Incríveis (2ª dublagem) e Os Incríveis 2
- Narrador em As Meninas Super Poderosas
- Unidade Pai em Jonas, o Robô
- Tamanduá em A Formiga e o Tamanduá (2ª dublagem)
- Espírito/Ventania em She-Ra: A Princesa do Poder
- Tenente Kellaway em O Máskara (desenho animado)
- Máquina em Free Willy (série animada)
- General Hein em Final Fantasy: The Spirits Within
- Tio Art em A Família do Futuro
- Diretor Skinner em Os Simpsons (7ª e 8ª temporada)
- Abutre em Thundercats
- Giovanni em Pokémon: O Filme
- Lawrence III em Pokémon: 2000

### Atores
- Dublador oficial do Sylvester Stallone
- Brian Van Holt em A Casa de Cera
- Hugh Jackman em Van Helsing e Deadpool & Wolverine
- Pierce Brosnan em Marte Ataca! e nos filmes de James Bond
- Steven Seagal em alguns filmes
- Michael Jordan em Space Jam
- Ron Perlman em Hellboy (filme)
- Kevin Tod Smith em Xena: A Princesa Guerreira
- Christopher Reeve em redublagens dos filmes do Superman (substituindo André Filho) e em dublagens de outros de seus filmes nos anos 90
- Bill Pullman em Independence Day
- Angus Macfadyen em Jogos Mortais III
- Morgan Freeman em Impacto Profundo e Menina de Ouro

### Games
- Aquaman em Injustice: Gods Among Us e Injustice 2
- Knack em Knack e Knack II
- Victor Von Ion em Ratchet & Clank
- Rambo em Mortal Kombat 11

### Locuções
- Locutor da Delart
- Locutor dos trailers e comerciais dos estúdios Warner Bros., Sony Pictures, Disney Studios e Paramount Pictures